# 中原西路街道
中原西路街道，是中华人民共和国河南省郑州市中原区下辖的一个乡镇级行政单位。

## 行政区划
中原西路街道下辖以下地区：
朱屯村、周新庄村、南陈伍寨村、冉屯村、罗庄村、后牛庄村、北陈伍寨村、洛达庙村、岗坡村、董砦村、林山寨新村、旮旯王村、三官庙村和牛砦村。